# Wix.com

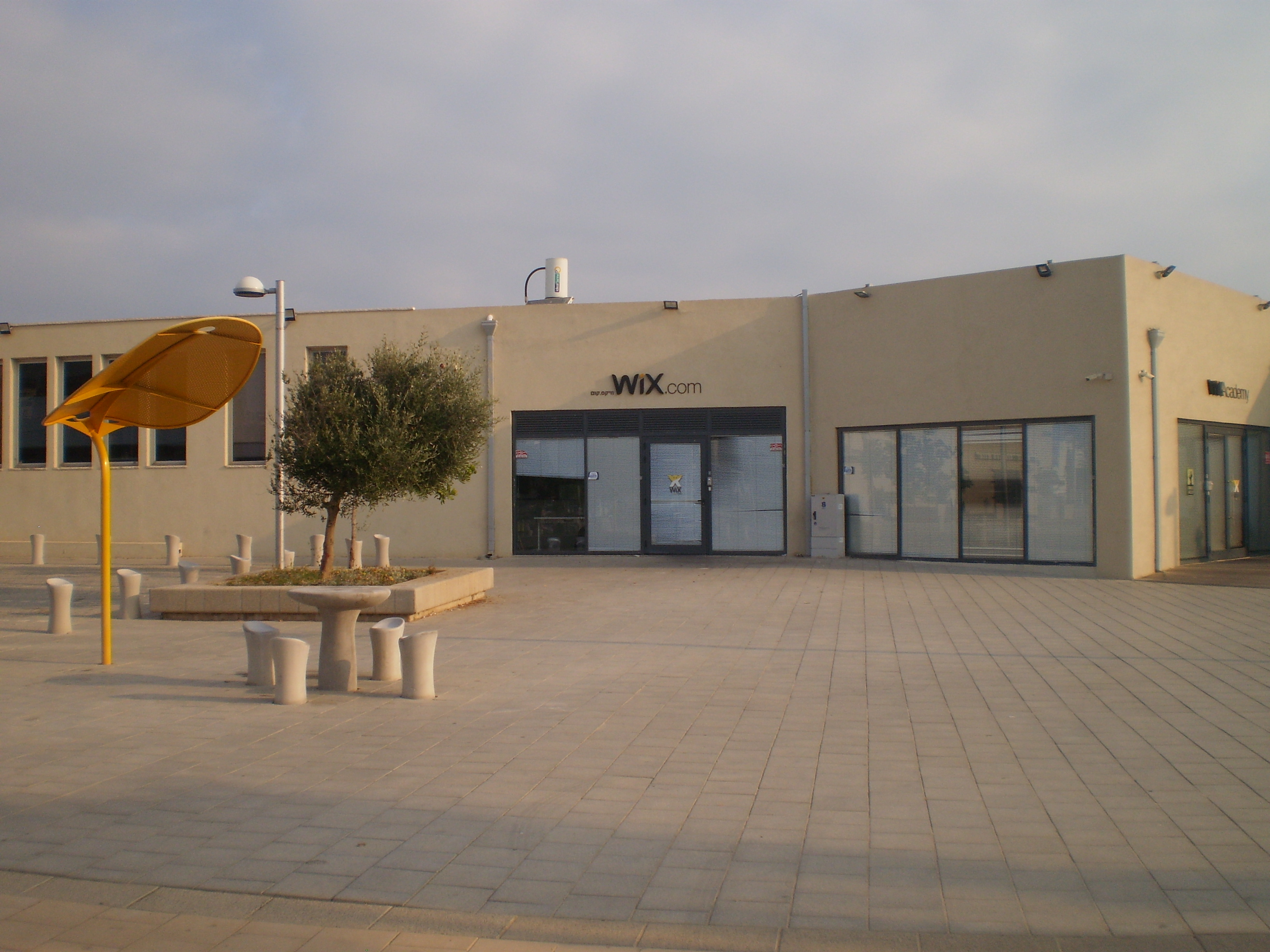
Wix.com於特拉維夫港的總部

Wix.com（希伯來語：‎）是一個線上網站建立服務（線上建站服務，website builder），能讓使用者在其網絡上網站編輯器中拖放工具建立HTML5網站。使用者可在他們的網站編輯器中加入額外的功能，例如社交網絡按鈕、電子商務功能、聯絡表格、電子報及社群論壇等。
Wix提供完整的一站式網站建立服務，包含註冊網址、網站設計、網站管理和修改，讓使用者只需要操作GUI界面，就可以建立網站，不需要瞭解DNS對應、網頁程式語言、伺服器建立/租賃等事務，一切都由 Wix 自動化處理，讓使用者能專心在網頁視覺與內容呈現上，更可以調整手機版的設計及版面。
Wix是透過免費增值商業模式獲利。用戶必須購買付費升級以連接他們的網站至他們自己的域名、移除廣告、加入電子商務功能，以及增加儲存容量及網站流量等。
與其類似的服務有weebly、squarespace。

## 外部連結
- 官方网站